# Aksel Airo
Aksel Frederik Airo (Turku, 14 febbraio 1898 – Heinola, 9 maggio 1985) è stato un generale e politico finlandese, responsabile delle operazioni durante la guerra d'inverno e la guerra di continuazione e membro dell'Eduskunta (il Parlamento finlandese) dal 1958 al 1966 tra le file del Partito di Coalizione Nazionale. Durante la guerra era virtualmente il secondo in comando dell'esercito finlandese sotto il feldmaresciallo Carl Gustaf Emil Mannerheim.

## Biografia
Airo nacque da genitori svedesi, Otto Fredrik Airo (nato Johannson, cambiò il cognome nella parola finlandese "remo") e Amanda Vilhelmiina Grönlund. Si diplomò nel 1917 presso il liceo di Turku, mostrando predisposizione per la matematica e progettando una carriera da ingegnere, ma lo scoppio della guerra civile gli impedì di continuare gli studi. Airo si unì alla Guardia Bianca il 27 gennaio 1918, e fu assegnato all'artiglieria. Sul fronte careliano partecipò alla battaglia per la conquista di Viipuri. Al termine della guerra aveva raggiunto il grado di tenente, e venne mandato ad addestrarsi presso la Scuola d'Artiglieria di Lappeenranta, sponsorizzata dall'accademia francese della Scuola speciale militare di Saint-Cyr. Nel 1921 venne accettato presso la Scuola Superiore di Guerra, a Parigi, dove si diplomò capitano due anni dopo, e Mannerheim lo invitò come segretario del Consiglio di Difesa della Finlandia. Grazie alla sua abilità, e a causa del bisogno di ufficiali del neonato esercito finlandese, Aimo salì rapidamente di grado, nonostante non provenisse né dalle truppe finlandesi addestrate nel 27º Battaglione Jäger prussiano, né dagli ufficiali zaristi dell'esercito imperiale russo, e nel 1930 divenne colonnello.

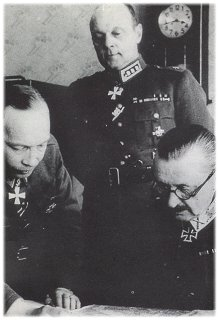
Aksel Airo (a sinistra) presenta un piano a C.G.E. Mannerheim (a destra), alle loro spalle Erik Heinrichs.

Allo scoppio della guerra d'inverno nel 1939, Mannerheim lo promosse maggior generale e lo nominò responsabile della logistica del Maavoimat. Nel 1941 raggiunse il grado di tenente generale, e nel 1944 venne premiato con la Croce di Mannerheim.
Airo trascorse la maggior parte della guerra presso il quartier generale di Mikkeli, e raramente mise piede sul campo di battaglia. Era responsabile della pianificazione delle operazioni e, come diceva spesso, "il feldmaresciallo guida la guerra, io guido le battaglie". Nonostante le divergenze di opinione, infatti, i due lavorarono bene insieme per tutta la durata del conflitto.
Dopo la fine della guerra di continuazione venne arrestato dalla Valpo (Valtiollinen Poliisi, "Polizia di Stato" in finlandese) per il suo presunto coinvolgimento in un piano segreto per continuare a combattere anche dopo l'armistizio con l'Unione Sovietica, e rimase in carcere dal 1945 al 1948, quando fu sprigionatodal presidente Juho Kusti Paasikivi, ancora con la carica di Capo di Stato Maggiore. Dovette dimettersi nel 1949 per "l'interesse pubblico".
Aksel Airo divenne membro del Parlamento della Finlandia dal 1958 al 1966, nel Partito di Coalizione Nazionale. Al contrario di molti altri militari, non volle mai pubblicare le sue memorie di guerra, nonostante il ruolo primario svolto durante il secondo conflitto mondiale. Nel 1982 il presidente Mauno Koivisto lo decorò della Gran Croce dell'Ordine della Rosa Bianca con spade, una versione speciale dell'onorificenza, assegnata soltanto a tre generali.
Airo morì nel 1985, a 87 anni, nella sua fattoria di Heinola. Le sue ceneri vennero inserite in una palla di cannone, posizionata su una tomba di roccia costruita sul retro dell'edificio, dove due anni dopo venne sepolta la moglie Aino Airo.
Il 13 settembre 2003 è stato inaugurato a Heinola un monumento dedicato al generale Airo, realizzato dallo scultore Toivo Pelkonen.